# Monzernheim
Monzernheim ist eine Ortsgemeinde im Landkreis Alzey-Worms in Rheinland-Pfalz. Sie gehört der Verbandsgemeinde Wonnegau an.

## Geographie
Als Weinbaugemeinde liegt Monzernheim im größten Weinbau treibenden Landkreis Deutschlands und mitten im Weinanbaugebiet Rheinhessen.

## Geschichte
Die älteste erhaltene Erwähnung von Monzernheim – als „Munzinheim“ – findet sich in einer Schenkungsurkunde von 765 an das Kloster Lorsch. Auch das Kloster Otterberg war im Ort begütert.
Bis Ende des 18. Jahrhunderts gehörte Monzernheim zum kurpfälzischen Oberamt Alzey.
Während der sogenannten Franzosenzeit war der Ort Sitz einer Mairie im Kanton Bechtheim, der Teil des Departements Donnersberg war. Zur Mairie Monzernheim gehörte auch Blödesheim (heute Gemeinde Hochborn). Aufgrund der 1815 auf dem Wiener Kongress getroffenen Vereinbarungen und einem 1816 zwischen Hessen, Österreich und Preußen geschlossenen Staatsvertrag kam die Region zum Großherzogtum Hessen und wurde von diesem der Provinz Rheinhessen zugeordnet. Nach der Auflösung der rheinhessischen Kantone kam der Ort 1835 zum neu errichteten Kreis Worms, zu dem er bis 1969 gehörte.
Bevölkerungsentwicklung
Die Entwicklung der Einwohnerzahl von Monzernheim, die Werte von 1871 bis 1987 beruhen auf Volkszählungen:
| Jahr | Einwohner |
| 1815 | 331       |
| 1835 | 554       |
| 1871 | 595       |
| 1905 | 613       |
| 1939 | 571       |
| 1950 | 691       |

| Jahr | Einwohner |
| 1961 | 583       |
| 1970 | 550       |
| 1987 | 474       |
| 2005 | 643       |
| 2022 | 544       |

## Politik

### Gemeinderat
Der Gemeinderat in Monzernheim besteht aus zwölf Ratsmitgliedern, die bei der Kommunalwahl am 9. Juni 2024 in einer Mehrheitswahl gewählt wurden, und dem ehrenamtlichen Ortsbürgermeister als Vorsitzendem.

### Bürgermeister
Benedikt Laux wurde am 5. Juli 2024 Ortsbürgermeister von Monzernheim. Bei der Direktwahl am 9. Juni 2024 hatte er sich mit einem Stimmenanteil von 61,82 % gegen einen Mitbewerber durchgesetzt.
Der Vorgänger von Benedikt Laux, Ansgar Münnemann, war nach zehn Jahren im Amt bei der Wahl 2024 nicht erneut angetreten.

### Wappen
Blasonierung: „Geteilt von Schwarz und Silber; oben ein wachsender goldener Löwe, rotbewehrt, -gezungt und - gekrönt, unten eine grüne Traube mit Blättern.“